# Брод (Хвойнинский район)
Брод — деревня в Хвойнинском муниципальном округе Новгородской области.

## География
Находится в северо-восточной части Новгородской области на расстоянии приблизительно 30 км на запад-северо-запад по прямой от районного центра Хвойная.

## История
Была отмечена ещё на карте 1840 года. В 1910 году здесь (деревня Боровичского уезда Новгородской губернии) было учтено 17 дворов. До 2020 года входила в Анциферовское сельское поселение.

## Население
Численность населения: 80 человек (1910 год), 79 (русские 80 %) в 2002 году, 63 в 2010.